# NGC 7811
NGC 7811 é uma galáxia irregular (Im) localizada na direcção da constelação de Pisces. Possui uma declinação de +03° 21' 07" e uma ascensão recta de 0 horas, 02 minutos e 26,4 segundos.
A galáxia NGC 7811 foi descoberta em 5 de Outubro de 1864 por Albert Marth.